# میخائیل بتوینیک
میخائیل مُیسِویچ بُتوینیک (به روسی: Михаи́л Моисе́евич Ботви́нник) ‏ (۱۹۱۱–۱۹۹۵) یکی از برجسته‌ترین شطرنج‌بازان، مربیان شطرنج و نویسندگان شطرنج است. بتوینیک یهودی‌الاصل و مهندس برق بود و اولین قهرمان شطرنج جهان از اتحاد جماهیر شوروی بود. او نخستین قهرمان شطرنج جهان اهل شوروی پس از وقوع انقلاب در این کشور بود. از سال ۱۹۴۸ تا ۱۹۵۷ و از سال ۱۹۵۸ تا ۱۹۶۰ و از سال ۱۹۶۱ تا ۱۹۶۳ بود.
فیده پس از مرگ الکساندر آلخین یک دوره مسابقات قهرمانی بین بزرگ‌ترین شطرنج‌بازان آن زمان جهان (بتوینیک، کرس، اسمیسلوف، رشفسکی و اویوه) ترتیب داد که در پایان، میخائیل بتوینیک قهرمان شد.
او در سال ۱۹۵۱ برای دفاع از عنوان خود به دیدار دیوید برونشتین رفت و با نمایشی ضعیف به نتیجه ۵ برد و ۵ شکست و ۱۴ تساوی دست یافت و طبق قوانین عنوان در اختیار قهرمان باقی ماند. همین نتیجه در سال ۱۹۵۴ دوباره تکرار شد و این بار حریف باتوینیک واسیلی اسمیسلوف بود که نتوانست عنوان قهرمانی را از دست بتوینیک درآورد اما بتوینیک در سال ۱۹۵۷ مقام قهرمانی را با نتیجه ۳ برد و ۶ شکست و ۱۳ تساوی به واسیلی اسمیسلوف واگذار کرد اما در رویارویی انتقامی در سال بعد با نتیجه ۷ برد و ۵ شکست و ۱۱ تساوی او را شکست داد. همین اتفاق در سال ۱۹۶۰ و ۱۹۶۱ برای میخائیل تال اتفاق افتاد. بتوینیک در ۱۹۶۰ با نتیجه ۲ برد و ۶ شکست و ۱۳ تساوی عنوان خود را به میخائیل تال واگذار کرد اما سال بعد در رویارویی انتقامی با نتیجه ۱۰ برد و ۵ شکست و ۶ تساوی عنوان خود را پس گرفت. در سال ۱۹۶۳ تیگران پتروسیان او را با نتیجه ۵ برد و ۲ شکست و ۱۵ تساوی شکست داد و فیده دیگر به او فرصت بازی انتقامی که برای پس‌گرفتن عنوان قهرمانی برگزار می‌شود را نداد. او در اعتراض به این امر دیگر در هیچ بازی قهرمانی شرکت نکرد.
باتوینیک با ۶ قهرمانی شوروی در سال‌های ۱۹۴۵، ۱۹۴۴، ۱۹۳۹، ۱۹۳۳، ۱۹۳۱و ۱۹۵۲ به همراه میخائیل تال از این حیث رکورددار است.
بتوینیک پایه‌گذار آنالیز مدرن در شطرنج است و از اولین افرادی است که به نقش تمرینات ورزشی در شطرنج پی برد. او هم‌چنین بنیان‌گذار مدرسه شطرنج بتوینیک در شوروی بود که قهرمانان بسیاری از جمله آناتولی کارپف و گری کاسپارف را تربیت کرده‌است.